# Los Nopales
Los Nopales är en ort i Mexiko.   Den ligger i kommunen Tlalchapa och delstaten Guerrero, i den södra delen av landet, 180 km sydväst om huvudstaden Mexico City. Los Nopales ligger 393 meter över havet och antalet invånare är 275.
Terrängen runt Los Nopales är varierad. Runt Los Nopales är det ganska glesbefolkat, med 23 invånare per kvadratkilometer. Närmaste större samhälle är Ciudad Altamirano, 19,9 km väster om Los Nopales. Omgivningarna runt Los Nopales är en mosaik av jordbruksmark och naturlig växtlighet.